# مایک پاین (فیزیکدان)
مایکل کریستوفر پین همکار انجمن سلطنتی، فیزیکدان نظری انگلیسی است که در زمینه فیزیک محاسباتی و فیزیک ماده چگالش نظری در دانشگاه کمبریج فعالیت می‌کند.
او خالق اصول اولیه شبه کد انرژی پتانسیل کل CASTEP و در توسعه کد مقیاس خطی سازی ONETEP نقش داشته‌است. وی بیست و سومین دانشمند فیزیک برتر انگلیس بین سالهای ۱۹۹۰ تا ۱۹۹۹ بود و تاکنون بیش از ۲۵۰ مقاله را منتشر کرده‌است که بیش از ۲۲۰۰۰ استناد داشته‌است.
وی توسط مؤسسه فیزیک مدال و جوایز ماکسول را در سال ۱۹۹۶ به دست آورد و در سال ۱۹۹۸ سخنرانی کرد. وی در سال ۲۰۰۸ به عنوان عضو انجمن سلطنتی انتخاب شد و توسط مؤسسه فیزیک در سال ۲۰۱۴ مدال و جوایز قو را دریافت کرد. در سال ۲۰۱۱ او به عنوان همکار افتخاری انستیتوی فیزیک شناخته شد. وی تا سال ۲۰۱۳ رئیس گروه تئوری چگالش ماده (TCM) در آزمایشگاه کاوندیش در دانشگاه کمبریج بود و جانشین بنیامین سیمونز شد.